# Сертани

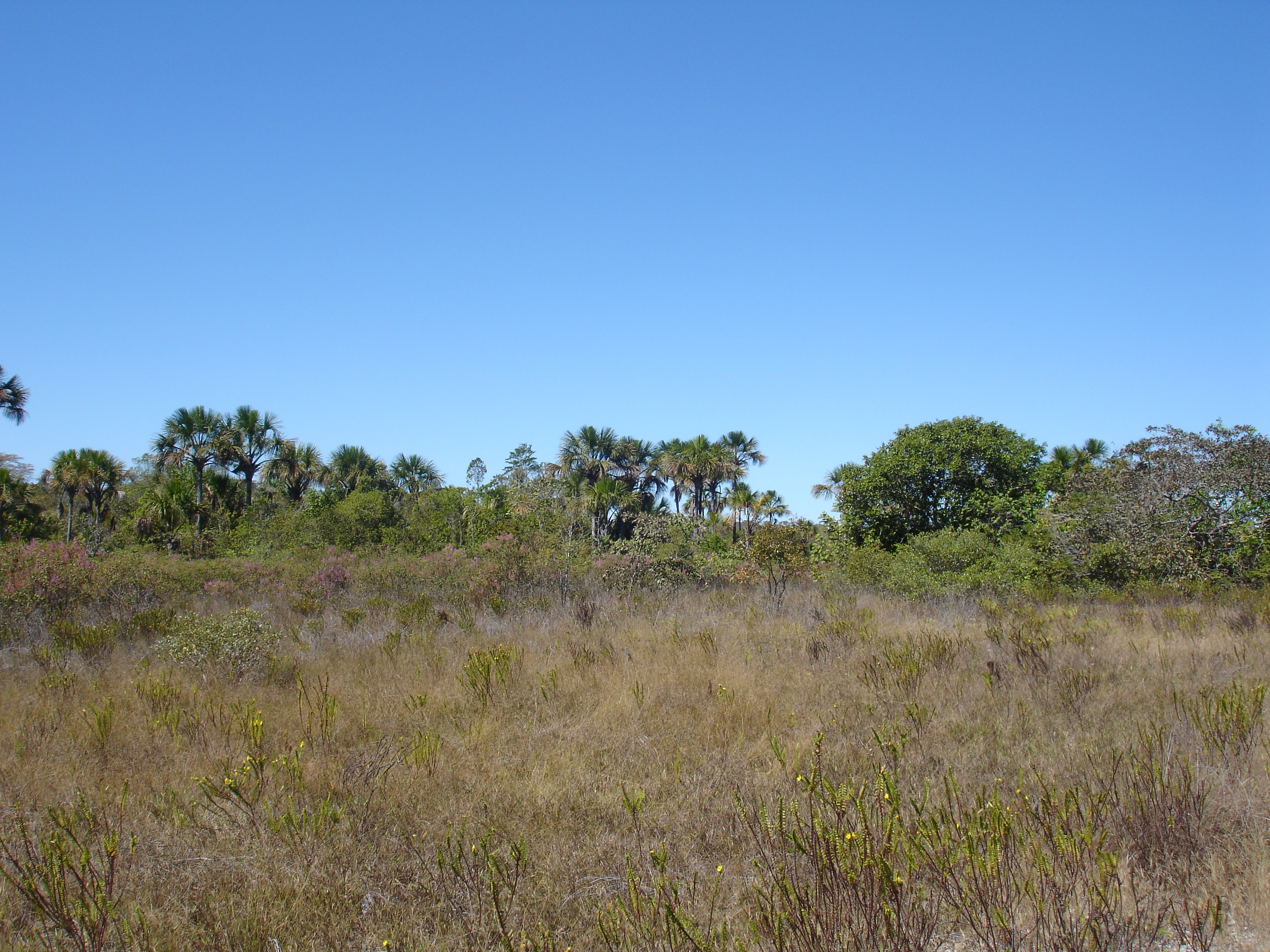
Сертао в національному парці Grande Sertão Veredas

Сертани (порт. sertão, мн. sertões; «пустир, глушина, дике поле») — дуже суха місцевість в Північно-східному регіоні Бразилії на території штатів Алагоас, Баїя, Пернамбуку, Параїба, Ріу-Гранді-ду-Норті, Сеара і Піауї, що займає більу частину цих штатів крім прибережної зони. Ця територія вкрита напівпустельною рослинністю, відомою як каатинга.
Раніше термін посилався на всю віддаленну від Атлантичного океану територію Бразилії, біля тих районів, де португальці вперше висадилися в Південній Америці. Вони описували себе як крабів, що збираються біля берегової лінії та інколи пробували проникнути до страхітливого сертао. Термін «сертанежу» (sertanejo) фактично є бразильським синонімом слова «ковбой» у США.
| Прапор Бразилії | Це незавершена стаття про Бразилію. Ви можете допомогти проєкту, виправивши або дописавши її. |